# Chorographie

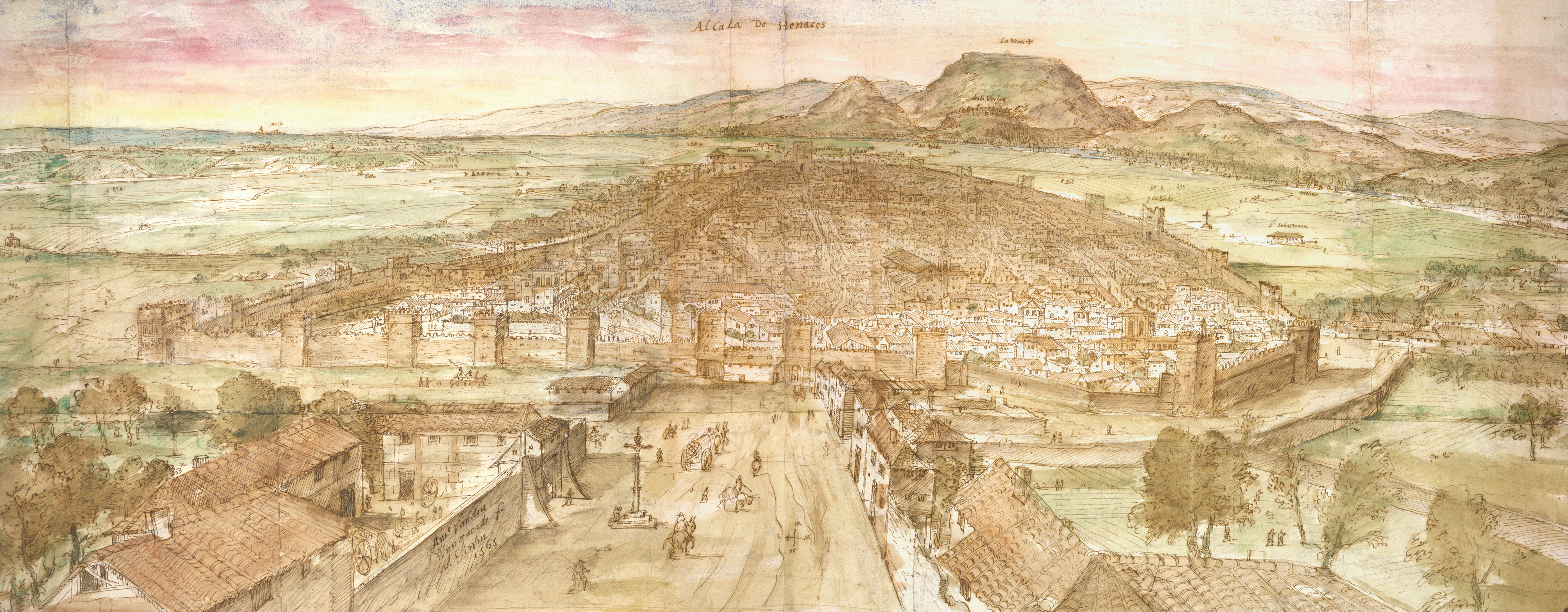
Dessin montrant une vue générale d'Alcalá de Henares, réalisé par Anton van den Wyngaerde en 1565. Ses dimensions sont de 42,33 cm pour 16,83 cm. L'aquarelle originale se trouve à la Bibliothèque Nationale d'Autriche (Österreichische Nationalbibliothek).
Légende :Dessin montrant une vue générale d'Alcalá de Henares, réalisé par Anton van den Wyngaerde en 1565.

La chorographie (du grec ancien χῶρος, chôros, pays, lieu, et γραφία graphía, écriture, description) est une description du monde région par région et montrant la diversité de la Terre. C'est donc une sorte de géographie régionale de l'écoumène. Ce terme était employé par les Anciens par opposition à la géographie qui était une description globale de la Terre.

## Histoire
Lorsque la géographie s'est développée en tant que science au XIXe siècle, elle fut d'abord en continuité d'une tradition descriptive, mais lorsque la science géographique se modifia au XXe siècle, elle s'éloigna de son étymologie et certains évoquèrent l'hypothèse de trouver un nouveau terme pour définir cette science. « Chorographie » fut souvent proposée mais le terme « géographie » resta. Ce terme est néanmoins utilisé de nos jours par certains géographes et épistémologues de la géographie.
Hérodote dans la description qu'il fait dans Histoires a décrit les différentes régions de la Terre connue et habitée en décrivant davantage les mœurs que les milieux. La description des milieux et des paysages n'avaient pas encore trouvé les mots permettant de développer leurs descriptions. Hippocrate s'est intéressé aux relations entre la santé des hommes et leur environnement. Parménide avait distingué cinq zones sur la Terre, une torride, deux tempérées et deux très froides. C'est avec Strabon que la géographie régionale s'est développée.
À l'époque de Jules César puis d'Auguste des topographes procédèrent à des mesures terrestres et maritimes des zones soumises à Rome. Elles paraissent avoir servi à la confection du Portique d'Agrippa. Des auteurs comme Strabon ou Pline l'Ancien en ont transmis une petite partie. Pomponius Mela a écrit le premier ouvrage en latin intitulé Chorographie qui nous soit parvenu.